# Cosmoscarta gravelyi
Cosmoscarta gravelyi är en insektsart som beskrevs av William Lucas Distant 1916. Cosmoscarta gravelyi ingår i släktet Cosmoscarta och familjen spottstritar. Inga underarter finns listade i Catalogue of Life.